# Antoni Kossakowski

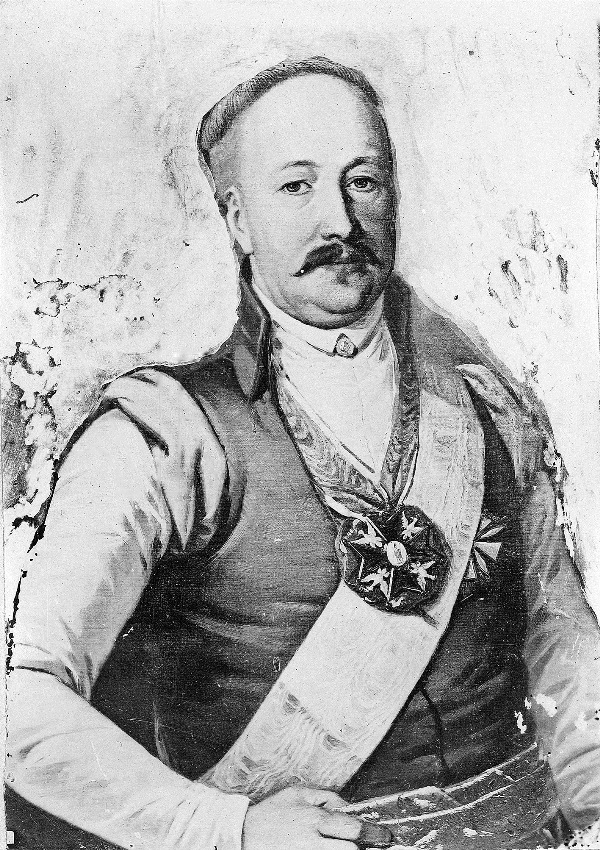
Gemälde eines unbekannten Malers

Antoni Korwin-Kossakowski (* 1735 im Gutshof Martyniškis, Polen-Litauen, jetzt Dorf Martyniškis, Rajongemeinde Jonava, Litauen; † 25. September 1798 im Gutshof Martyniškis) war ein polnischer Politiker, Militär und  Schriftsteller der Aufklärung. Seine Familie gehörte zur Wappengemeinschaft Ślepowron.

## Leben
Korwin-Kossakowski war Sohn des Magnaten und Stolnik von Samogitien Dominik Kossakowski. Seine Brüder waren  Joseph Kasimir Kossakowski, der Bischof von Livland, und der Hetman Simon Kossakowski (1741–1794). Zunächst nahm er mehrere Ämter in Kaunas wahr. Ab 1770 nahm er regelmäßig an den Donnerstagmittagessen am Hof des polnisch-litauischen Königs Stanislaus II. August Poniatowski teil, wo er seine Lyrik vortrug. 1780 wurde er als Abgeordneter aus Kaunas zum Sejm entsandt. Er nahm auch am Vierjährigen Sejm teil, wo er 1788 Sejm-Richter wurde. 1789 erhielt er das Amt des Livländischen Kastellans. 1792 ging er zur Konföderation von Targowica über und wurde von dieser erneut mit einem Richteramt betraut. Während des Kościuszko-Aufstands wurde er 1794 gefangen genommen. Auf Fürsprache von Tadeusz Kościuszko konnte er jedoch seine Freiheit wiedererlangen, während sein Bruder von den Aufständischen hingerichtet wurde.

## Ehe und Familie
Er heiratete Eleonora Straszewicz. Mit ihr hatte er den Sohn Joseph Korwin-Kossakowski, der General unter Napoleon wurde.